# Phytocerum boliviense
Phytocerum boliviense är en skalbaggsart som först beskrevs av Golbach 1983.  Phytocerum boliviense ingår i släktet Phytocerum och familjen Cerophytidae. Inga underarter finns listade i Catalogue of Life.